# Bosnisch-Herzegowenische Herinneringsmedaille

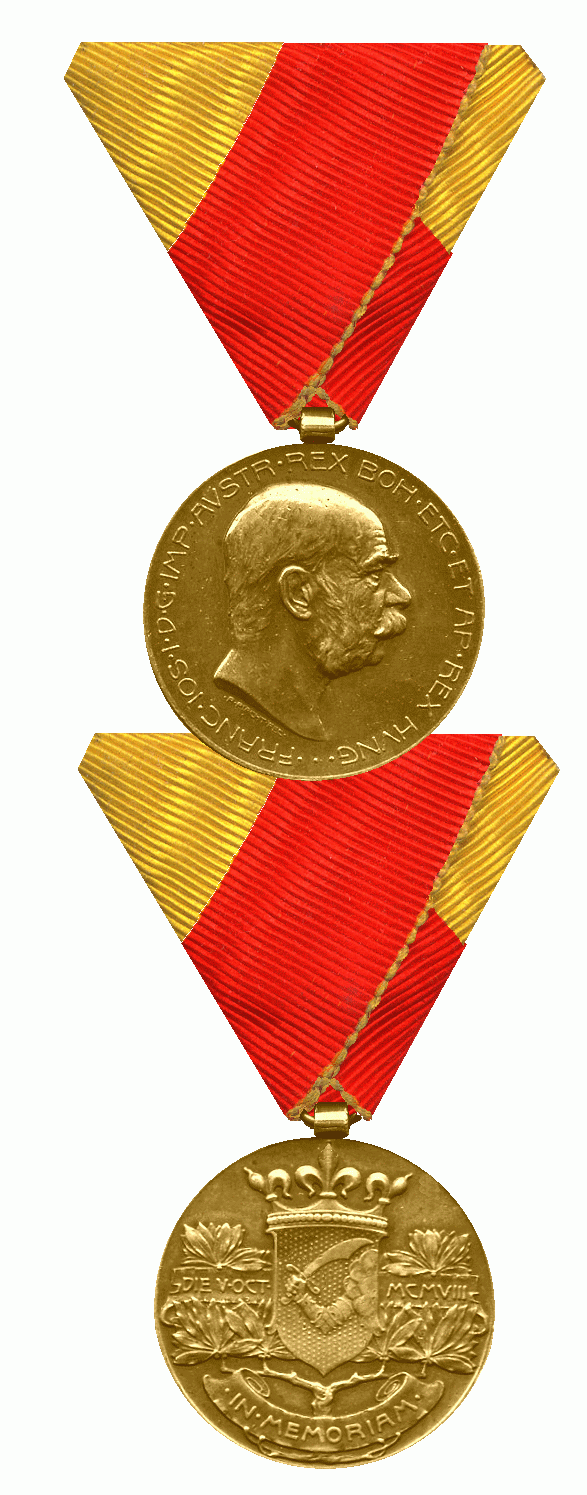
Voor en keerzijde van de medaille

De Bosnisch-Herzegowenische Herinneringsmedaille (Duits:"Bosnisch-Hercegovinische Erinnerungsmedaille") was een Oostenrijks-Hongaarse onderscheiding. Deze medaille werd op 30 augustus 1909 ingesteld door Keizer Frans Jozef I van Oostenrijk. De monarch had het voormalige Turkse gebied dat het huidige Bosnië en het historische Herzegovina omvatte geannexeerd.
Op de voorzijde van de medaille staat de kop van de stichter afgebeeld. Onder de hals staat de signatuur van de medailleur "R. Plachta fecit". Het omschrift luiddt "FRANC.IOS.I.D.G.IMP.AVSTR.REX.BOH.GALÍLL.ET AP.REX.HVNG.".
Op de keerzijde staat een gesnoeide boom met daarin een wapenschild met een uit de wolken stekende met een sabel gewapende arm afgebeeld. Dit is het indertijd gebruikte wapen van Bosnië en Herzegovina. Op een lint staat de datum "DIE V. OCT. MCMVIII" Op een groot lint onder het met een lelies versierde open kroon staat "IN.MEMORIAM.".
De bronzen medaille werd aan een rood met geel driehoekig lint op de linkerborst gedragen.
Er werden 3000 medailles geslagen waarvan 2800 werden uitgereikt.